# Cserszegtomaj
Cserszegtomaj je malá obec v župě Zala v Maďarsku. Rozkládá se na ploše 12,60 km² a v roce 2011 zde žilo 2 765 obyvatel. Vznikla v roce 1846 spojením obcí Cserszeg a Tomaj, přičemž první písemná zmínka o Tomaji pochází v roce 1357.

## Poloha
Místo Czerszegtomaj má rozlohu 12,6 km2 a nachází se mezi Keszthely a Rezi, v severozápadním regionu Balaton, v malé oblasti Hévíz. Keszthely hory jsou na severovýchodě. Cserszegtomaj je 4 km od jezera Balaton a 3 km od lázní Hévíz.

## Název
Obec se skládá ze dvou městských center, Cserszeg a Tomaj. Místo je poprvé zmíněno v listinách jako Tomaj v roce 1357. V roce 1846 byla místa sjednocena a vznikla obec Cserszegtomaj (cser znamená turecký dub, szeg znamená pero; Tomaj je kmen, který se zde usadil).
Obec se skládá ze dvou městských center, Cserszeg a Tomaj. Cser znamená dub a szeg pero. Tomaj je kmen, který se zde usadil.

## Kultura
Hlavní památkou Cserszegtomaje je chráněná přírodní oblast Fontánová jeskyně. Jde o jeskynní systém, jenž se skládá z různých hal a chodeb, který objevil Lajos Tóth v roce 1930. Mezi další památky patří arboretum, doly Ochre a Calcine, Evropské náměstí, kostel Cserszegtomaj, kaple Saint Ann, Zámecké divadlo a rozhledna Margit.
Díky mnoha památkám inspiroval Cserszegtomaj řadu umělců.[zdroj?]